# Bij Jef
Bij Jef is een restaurant in Den Hoorn op het Nederlandse eiland Texel.
Per 2009 heeft het restaurant een Michelinster. In de Gault Millau van 2011 kreeg het een score van 16 op 20 punten en werd sommelier Nadine Mögling uitgeroepen tot Wijn-spijsspecialist van het jaar.